# 大衛·賈斯提斯
大衛·克里斯多福·賈斯提斯（英語：David Christopher Justice，1966年4月14日—），為美國職棒大聯盟的外野手，生涯曾效力過勇士、印地安人、洋基與運動家等隊。賈斯提斯是1990年的國聯新人王，生涯共入選過3次明星賽。

## 職業生涯

### 亞特蘭大勇士
1989年，賈斯提斯登上大聯盟。1990年8月，球隊將老將戴爾·墨菲交易到費城人，改讓賈斯提斯接替墨菲的火力空缺。賈斯提斯也在這年敲出28轟，成功拿下國聯新人王。1991年，賈斯提斯原本有機會挑戰國聯打點王頭銜，不過後來因為背傷而導致成績在球季末出現下滑。儘管如此，他依舊忍傷出戰世界大賽。
1992年，賈斯提斯的表現沒有前兩年亮眼。不過他在1993年敲出40轟與120分打點。最後他在MVP票選上拿下第三名，僅次於貝瑞·邦茲和Lenny Dykstra。1994年，他的打擊率為3成13，上壘率為4成27，長打率為5成31，後來球季因為罷工而提前結束。
1995年，賈斯提斯隨隊闖進世界大賽。雖然賈斯提斯曾公開批評亞特蘭大的球迷不夠熱情導致他被砲轟，不過他仍在第6場敲出關鍵全壘打幫助球隊1比0贏球，最終順利拿下世界大賽冠軍。
1996年5月，賈斯提斯在一次揮棒落空的動作中拉傷肩膀，導致球季提前報銷。

### 克里夫蘭印地安人
勇士在1997年球季開打前將賈斯提斯和馬奎斯·葛里森姆交易到印地安人，換來Kenny Lofton和Alan Embree。1997年，他在印地安人的打擊率為3成29，並敲出33轟，幫助球隊闖進世界大賽。1998年和1999年，賈斯提斯都維持穩定進攻火力。2000年，他的打擊率為2成86，並敲出41轟與118分打點。

### 紐約洋基
2000年6月28日，洋基總管布萊恩·凱許曼發動交易。他們將傑克·韋斯布魯克、Zach Day和Ricky Ledée送往印地安人，換來賈斯提斯。2000年美國聯盟冠軍賽，賈斯提斯拿下了系列賽MVP。最後洋基拿下世界大賽冠軍。2001年，賈斯提斯受到腹股溝受傷的困擾，導致他這年表現下滑。

### 奧克蘭運動家
2001年12月7日，洋基將賈斯提斯交易到大都會，換來Robin Ventura。後來大都會在14日再將賈斯提斯交易到運動家，換來Mark Guthrie和Tyler Yates。這年運動家在球季末段完成驚奇的20連勝，最後也成功闖進季後賽。不過球隊最後在分區賽輸給雙城，賈斯提斯也在球季結束後退休。

## 生涯打擊成績
| 出賽次數 | 打席 | 打數 | 得分 | 安打 | 二安 | 三安 | 全壘打 | 打點 | 盜壘 | 保送 | 三振 | 打擊率 | 上壘率 | 長打率 | OPS  |
| -------- | ---- | ---- | ---- | ---- | ---- | ---- | ------ | ---- | ---- | ---- | ---- | ------ | ------ | ------ | ---- |
| 1610     | 6602 | 5625 | 929  | 1571 | 280  | 24   | 305    | 1017 | 53   | 903  | 999  | .279   | .378   | .500   | .878 |

## 個人生活
賈斯提斯在1993年的新年和女演員荷莉·貝瑞結婚，兩人後來在1996年2月22日開始分居，並在隔年6月20日離婚。當時貝瑞甚至向法院提請保護令。
賈斯提斯後來於2001年2月8日再婚，妻子是Exotic Spices Calendars的執行長。兩人育有3名子女。2014年，賈斯提斯全家在實境節目《交換妻子》中亮相，這也讓賈斯提斯的太太有了轉戰演藝圈的念頭。

## 外部連結
- 球員資訊和成績在MLB，ESPN，Baseball-Reference，Fangraphs（英文）
- 大衛·賈斯提斯在台灣棒球維基館上的頁面（繁體中文）

| 前任： 貝瑞·邦茲 Félix José | 國聯單月最佳球員 1990年8月 1991年5月 | 繼任： Kal Daniels 貝瑞·拉金 |